# Flums
Flums é uma comuna da Suíça, no Cantão São Galo, com cerca de 4.920 habitantes. Estende-se por uma área de 75,03 km², de densidade populacional de 66 hab/km². Confina com as seguintes comunas: Engi (GL), Matt (GL), Mels, Quarten, Walenstadt, Wartau.
A língua oficial nesta comuna é o Alemão.